# Se llamaba SN
Se llamaba SN es una novela histórica escrita por escritor venezolano José Vicente Abreu que fue publicada por primera vez en 1964. El título hace referencia a la Dirección de Seguridad Nacional (SN), policía política durante la dictadura militar del general de división Marcos Pérez Jiménez en la Venezuela de la década de los cincuenta.  
Ha sido editado muchas veces y fue el primer testimonio directo sobre las torturas y maltratos que aplicó la policía perezjimenista a los militantes de Acción Democrática (AD) y del Partido Comunista de Venezuela (PCV) durante la década de la dictadura militar entre los años 1948 y 1958. De la primera edición se hizo un ejemplar numerado para el mismo Pérez Jiménez. 

## Reseña
La novela cuenta la historia del escritor desde el momento de su detención en abril de 1952, por funcionarios de la SN, así como de las crueles torturas a las que fue sometido por su participación en la disidencia política de la época. El libro está dividido en dos capítulos: Seguridad Nacional y Guasina. En el segundo capítulo, el autor narra su deportación al campo de concentración de Isla Guasina en el Delta del Orinoco y finaliza los últimos días de noviembre de 1952, antes que cierren el campo de concentración. Estas luchas políticas estuvieron dirigidas por Leonardo Ruiz Pineda, aunque lo nombre solo de manera referencial en el texto.

## Película
El año 1977, bajo un guion basado en la novela y la dirección del cineasta venezolano Luis Correa, se llevó al cine esta historia, bajo la responsabilidad de la empresa Kynocine, protagonizada por el actor Asdrúbal Meléndez.